# Uwe Topper
Uwe Topper (* 1940 in Breslau) ist ein deutscher Schriftsteller und Chronologiekritiker. Er befasst sich hauptsächlich mit den Themen Geschichte, Geschichtsschreibung, Völkerkunde und Felsbildforschung.

## Leben
Topper studierte vorübergehend Kunst an der Hochschule für bildende Künste in Berlin und Arabisch an der Universität des Pandschab in Lahore. Er reiste viel zwischen Ägypten und Indien, lernte Sprachen und zeichnete Bräuche und Kunst einiger Volksstämme auf, zum Beispiel der Kalasch im Hindukusch. Jahrzehntelang lebte er als freier Künstler und Schriftsteller in Südasien und Nordafrika. Derzeit wohnt er in Berlin.

## Veröffentlichungen
Topper hat für spanische Einrichtungen zahlreiche wissenschaftliche Beiträge gehalten und seine Entdeckung von Felsbildern in Südspanien publiziert. Auch in deutschen Fachzeitschriften hat er veröffentlicht, außerdem verfasste er mehrere wissenschaftliche Bücher über Ethnologie im Diederichs Verlag. Seine Forschungsschwerpunkte Chronologiekritik und Katastrophismus haben sich in Vorträgen, Artikeln und Büchern niedergeschlagen.
1977 lokalisierte Topper in Das Erbe der Giganten. Untergang und Rückkehr der Atlanter die Hauptstadt von Atlantis im Gebiet der südspanischen Stadt Cádiz, wobei er seinem Modell die entsprechenden Zeitangaben Platons zugrunde legte – eine chronologische Vorstellung, die er später wieder verwarf.
Ab den 1960er Jahren entwickelte Topper eigene Gedanken über die möglicherweise fehlerhafte Chronologie. Die These Heribert Illigs vom „Erfundenen Mittelalter“, an deren Ausarbeitung er sich zeitweilig beteiligte, erschien ihm bald als zu kurz greifend. Topper geht von mehreren verheerenden weltweiten Katastrophen (Kataklysmen) aus, die die kulturelle Entwicklung der Menschheit beeinflusst und sich entscheidend auf die Bildung der Religionen ausgewirkt hätten. Nachweise dafür glaubt er in Landschaftsmerkmalen und Geologie, bei archäologischen Ausgrabungen und in den Überlieferungen verschiedener Völker zu erkennen. Angeregt von Wilhelm Kammeier sieht er die Daten der meisten schriftlichen Quellen, die eine Entstehungszeit vor dem Jahr 1500 vorgeben, als zweifelhaft an, als nachträglich im Rahmen einer vor allem kirchlich gelenkten „Großen Aktion“ verfälscht, rückdatiert oder neugeschaffen.
Toppers chronologiekritische Thesen werden von akademischen Wissenschaftlern abgelehnt. Topper veröffentlichte seit Ende der 1990er Jahre einige Bücher in neurechten beziehungsweise rechtsextremen Verlagen wie Herbig und Grabert. In der im neurechten Dresdner Verlag Zeitenwende erscheinenden neuheidnischen Zeitschrift „HAGAL - Die Allumfassende“ wies Topper 2003 die dort vertretene Ansicht zurück, die Himmelsscheibe von Nebra sei echt. 2006 erschien ein weiteres Buch von ihm im Grabert-Verlag und 2007 publizierte er einen Beitrag über Chronologiekritik in der Zeitschrift Trojaburg, die im rechtsextremen Forsite-Verlag erschien. Eine inhaltliche Nähe zum politischen Rechtsextremismus weist Topper von sich.
Topper verfasste auch ein Buch über Geomantik und verfasste einen kritischen Aufsatz zur Welteislehre Hanns Hörbigers. Wie zahlreiche andere Chronologiekritiker bezweifelt Topper in seinen Publikationen die etablierten Datierungen der Erdgeschichte sowie der Darwinschen Evolutionstheorie.

## Werke (Auswahl)
- Das Erbe der Giganten. Untergang und Rückkehr der Atlanter. Walter Verlag, Olten / Freiburg 1977, ISBN 3-530-88100-7.
- Märchen der Berber. Eugen Diederichs Verlag, Köln 1986, ISBN 3-424-00881-8.
- Wiedergeburt. Das Wissen der Völker. Rowohlt, Hamburg 1988, ISBN 3-499-18430-3.
- Erdbefragung. Anleitung zur Geomantik. Droemer Knaur, München 1988, ISBN 3-426-04189-8.
- Arte Rupestre en la Provincia de Cádiz. Provinzverwaltung Cádiz, Spanien 1988.
- Sufis und Heilige im Maghreb. Marokkanische Mystik. Eugen Diederichs Verlag, München 1991, ISBN 3-424-01023-5.
- Das letzte Buch. Die Bedeutung der Offenbarung des Johannes. Hugendubel, München 1993, ISBN 3-88034-649-6.
- Cuentos populares de los Bereberes. Miraguano, Madrid 1993.
- Die Große Aktion. Europas erfundene Geschichte. Grabert-Verlag, Tübingen 1998, ISBN 3-87847-172-6. PDF
- Fälschungen der Geschichte. Von Persephone bis Newtons Zeitrechnung. Herbig, München 2001, ISBN 3-7766-2244-X. PDF
- Erfundene Geschichte. Unsere Zeitrechnung ist falsch. 2. Auflage. Herbig, München 2003, ISBN 3-7766-2085-4.
- Zeitfälschung. Es begann in der Renaissance. Herbig, München 2003, ISBN 3-7766-2348-9.
- Horra. Die ersten Europäer. Die Entstehung der Metallzeit in neuer Sicht. Grabert-Verlag, Tübingen 2003, ISBN 3-87847-202-1.
- Kalender-Sprung. Europas Religionswechsel um 1500. Grabert-Verlag, Tübingen 2006, ISBN 3-87847-232-3. PDF
- Wiedergeburt. Das Wissen der Völker. Veränderte Neuauflage. Hohenrain-Verlag, Tübingen 2008, ISBN 978-3-89180-081-2. PDF
- Das Jahrkreuz, Sprünge im Verlauf der Zeit. Hohenrain-Verlag, Tübingen 2016, ISBN 978-3-89180-154-3.